# Генрі Роно
Генрі Кіпвамбок Роно (англ. Henry Kipwambok Rono; нар. 12 лютого 1952 — пом. 15 лютого 2024) — кенійський легкоатлет, який спеціалізувався в бігу на середні та довгі дистанції.

## Із життєпису
Чемпіон Африканських ігор зі стипль-чезу та з бігу на 10000 метрів (1978).
Чемпіон Ігор Співдружності зі стипль-чезу та з бігу на 5000 метрів (1978).
Протягом 12 тижнів, з 4 квітня по 27 червня 1978 встановив 4 світових рекорди з бігу на 3000 метрів (7.32,1), 5000 метрів (13.08,4), 10000 метрів (27.22,47) та 3000 метрів з перешкодами (8.05,4). Три роки потому, 13.09.1981, покращив власний світовий рекорд на дистанції 5000 метрів, показавши 13.06,20.
Пішов з життя, маючи 72 роки.